# 6721 Minamiawaji
6721 Minamiawaji è un asteroide della fascia principale. Scoperto nel 1990, presenta un'orbita caratterizzata da un semiasse maggiore pari a 2,9243280 UA e da un'eccentricità di 0,2168248, inclinata di 17,01492° rispetto all'eclittica.